# 金震洪
金震洪（：／ Kim Jin-hong，1957年11月17日—），是大韓民國的政治人物，現任第44任釜山廣域市東區區廳長。

## 爭議
為了在2030年舉辦釜山世博會，發表了一篇文章，稱釜山東區居民將寫下他們希望和支持舉辦世博會的16,240只摺紙鶴折疊起來，並將平均分成2000多隻送給8名成員盡職調查團隊。
然而，在某上班族的匿名社區的百葉窗上，關於東區廳公務員，必須按照東區廳長的命令摺紙鶴的內容卻引起了爭議。
摺紙鶴期間不會減少正常工作，沒有理由，沒有協商。
據一位說要送兒子去福利院的媽媽說，聽說兒子比平時來得早，就問為什麼，她說是為了紀念2030年世博會在摺紙鶴。據說，為了在所有福利院製作16240張摺紙，需要分配300張。
再深入一點，可能是童工。當然，肯定有孩子不願意做，這本質上是一個可以被視為虐待兒童的問題。

對此，區長金震洪尚未發表意見。